# انشمت (المهرة)

تعديل مصدري - تعديل

انشمت هي إحدى قرى عزلة جاذب بمديرية حوف التابعة لمحافظة المهرة، بلغ تعداد سكانها 1 نسمة حسب تعداد اليمن لعام 2004.